# Beaurepaire (Isère)
Beaurepaire – miejscowość i gmina we Francji, w regionie Owernia-Rodan-Alpy, w departamencie Isère.
Według danych na rok 1990 gminę zamieszkiwało 3735 osób, a gęstość zaludnienia wynosiła 202 osób/km² (wśród 2880 gmin regionu Rodan-Alpy Beaurepaire plasuje się na 236. miejscu pod względem liczby ludności, natomiast pod względem powierzchni na miejscu 567.).